# Радомсько (гміна)
Гміна Радомсько (пол. Gmina Radomsko) — сільська гміна у центральній Польщі. Належить до Радомщанського повіту Лодзинського воєводства.
Станом на 31 грудня 2011 у гміні проживало 5639 осіб.

## Площа
Згідно з даними за 2007 рік площа гміни становила 85.34 км², у тому числі:
- орні землі: 52.00%
- ліси: 43.00%

Таким чином, площа гміни становить 5.91% площі повіту.

## Населення
Станом на 31 грудня 2011:
| Опис     | Загалом | Загалом | Чоловіки | Чоловіки | Жінки | Жінки |
| -------- | ------- | ------- | -------- | -------- | ----- | ----- |
| одиниця  | осіб    | %       | осіб     | %        | осіб  | %     |
| все      | 5639    | 100     | 2788     | 49.44    | 2851  | 50.56 |
| міське   | 0       | 100     | 0        |          | 0     |       |
| сільське | 5639    | 100     | 2788     | 49.44    | 2851  | 50.56 |

## Сусідні гміни
Гміна Радомсько межує з такими гмінами: Ґідле, Ґомуніце, Добришице, Кобеле-Вельке, Кодромб, Крушина, Ладзіце, Радомсько.